# Osinki (województwo lubelskie)
Osinki – wieś w Polsce położona w województwie lubelskim, w powiecie janowskim, w gminie Potok Wielki.
W latach 1975–1998 miejscowość położona była w województwie tarnobrzeskim. Według Narodowego Spisu Powszechnego (III 2011 r.) wieś liczyła 200 mieszkańców.
Miejscowa ludność wyznania katolickiego przynależy do Parafii Wniebowzięcia Najświętszej Maryi Panny w Potoku-Stanach.
Zabytki: XIX-wieczna kapliczka.

## Historia
Miejscowość powstała w 1873 roku na gruntach rozparcelowanego majątku Potok Stany Małe (Stańki), należącego do Pruszyńskich. Osadnicy pochodzili z Galicji. Wieś swoją nazwę wzięła od określenia lasu, w okolicach którego w 1863 roku powstańcy stoczyli potyczkę z Rosjanami (Powstanie styczniowe).
W 1914 roku Osinki strawił pożar spowodowany walkami frontowymi. Tuż po I wojnie światowej wieś liczyła 38 domów i 194 mieszkańców. W okresie międzywojennym we wsi powstała szkoła powszechna. W 1973 roku zbudowano wodociąg.
Ze wsi pochodził Władysław Marzec.